# Phyllonorycter comptoniella
Espèce
Phyllonorycter comptoniella est une espèce nord-américaine de lépidoptères (papillons) de la famille des Gracillariidae.

## Répartition
On trouve Phyllonorycter comptoniella au Canada (Nouvelle-Écosse, Québec) et aux États-Unis (Connecticut, New Jersey et Vermont).

## Écologie
Les chenilles consomment les plantes de l'espèce Comptonia peregrina. Elles minent probablement les feuilles de leur plante hôte.